# Passierscheinabkommen

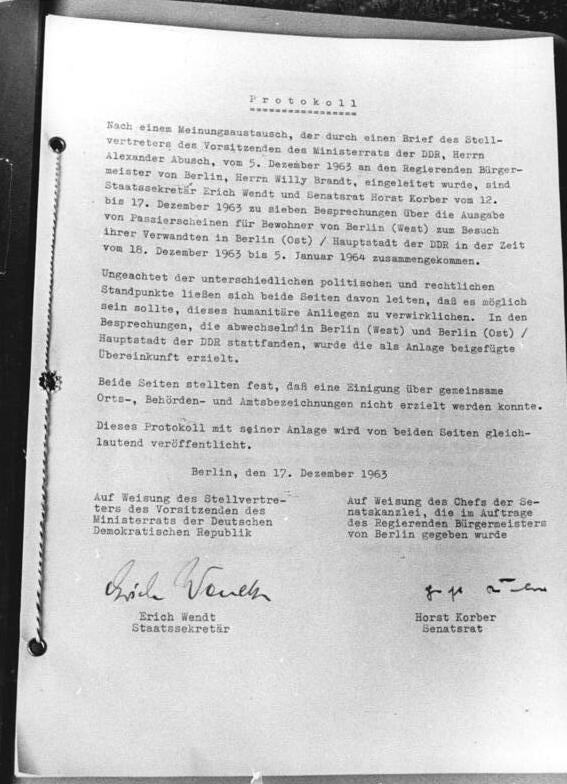
Protokoll des Passierscheinabkommens vom 17. Dezember 1963 mit den Unterschriften von Erich Wendt (links) und Horst Korber (rechts)

Die Passierscheinabkommen waren Vereinbarungen zwischen dem Senat von Berlin (West) und der Regierung der DDR. Nach dem Mauerbau waren Ost- und West-Berliner aufgrund des Kalten Krieges zwischen beiden deutschen Staaten 28 Monate lang ohne persönlichen Kontakt.
Am 17. Dezember 1963 unterzeichneten der Unterhändler der Senatsverwaltung in West-Berlin Horst Korber und der DDR-Staatssekretär Erich Wendt ein Passierscheinprotokoll, das erste Passierscheinabkommen. Diesem folgten bis 1966 drei weitere. Verhandlungsführer 1965/1966 für die DDR war Staatssekretär Michael Kohl. Nach dem Auslaufen des letzten Passierscheinabkommens zu Pfingsten 1966 konnten West-Berliner nur ab Oktober 1966 aufgrund der Entscheidung einer seit 1964 existierenden Härtestelle in seltenen „dringenden Familienangelegenheiten“ nach Ost-Berlin einreisen.
Das Viermächteabkommen über Berlin (unterzeichnet am 3. September 1971) trat mit Unterzeichnung des Viermächte-Schlussprotokolls am 3. Juni 1972 in Kraft. Ab dann ermöglichte der „Berechtigungsschein zum Empfang eines Visums der DDR“ den West-Berlinern jederzeit Besuche Ost-Berlins und der DDR.

## Vorgeschichte

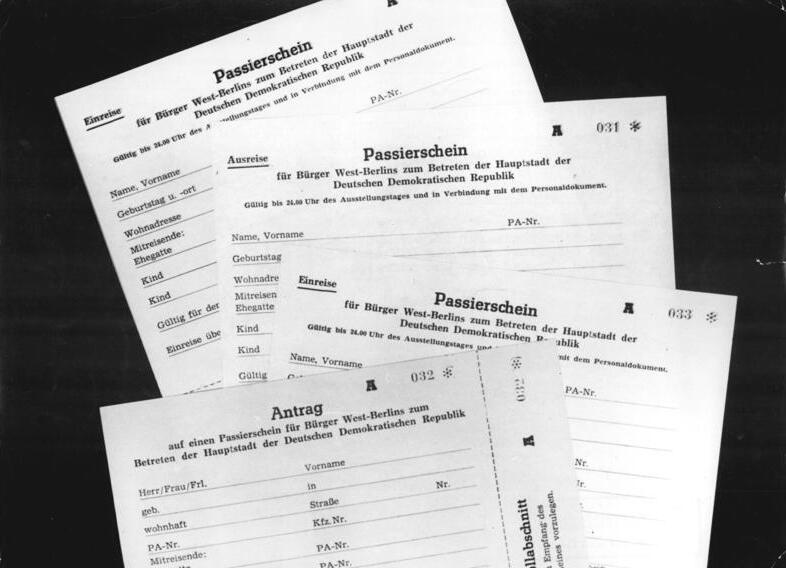
Passierscheine mit Antragsformular

Unmittelbar nach dem Mauerbau (ab dem 13. August 1961) hatte die DDR auf S-Bahnhöfen im Westen der Stadt, die von der Reichsbahn verwaltet wurden, Passierscheinstellen eingerichtet. Dort wurde West-Berlinern die Erlaubnis erteilt, den Ostteil der Stadt zu besuchen. In einer Anweisung des Berliner Polizeipräsidenten vom 26. August 1961 wurde jedoch die „Einrichtung und der Betrieb von Büros zur Ausgabe von Aufenthaltsgenehmigungen für Bürger West-Berlins zum Betreten des sowjetischen Sektors auf dem Boden von West-Berlin verboten“. Diese Anweisung erging, weil eine Duldung dieser Passierscheinstellen eine De-facto-Anerkennung der Maßnahmen vom 13. August und damit indirekt auch eine Anerkennung der DDR bedeutet hätte, die ja die Hallsteindoktrin nicht vorsah. Der Durchsetzung der eigenen Position in Statusfragen wurde also Vorrang vor humanitären Belangen – Familienangehörige jenseits der Mauer zu besuchen – eingeräumt. Erst mit dem sogenannten „Dezemberabkommen“ von 1963 konnten West-Berliner wieder – zunächst beschränkt auf den Zeitraum über die Weihnachtsfeiertage und den Jahreswechsel – mit einem Passierschein nach Ost-Berlin reisen. Ost-Berlinern blieb der umgekehrte Weg aus den gleichen Gründen, weshalb die Mauer gebaut wurde, versperrt.
Der stellvertretende Ministerpräsident der DDR, Alexander Abusch (SED), hatte zuvor am 5. Dezember 1963 in einem Schreiben an den Regierenden Bürgermeister West-Berlins, Willy Brandt (SPD), die Bereitschaft erklärt, Passierscheine auszugeben, um West-Berliner Bürgern wieder Verwandtenbesuche im Osten der Stadt zu ermöglichen. 28 Monate nach der Teilung der Stadt war es nun gestattet, Ost-Berliner Verwandte zwischen dem 19. Dezember 1963 und dem 5. Januar 1964 zu besuchen. Das Passierscheinabkommen, das mit Billigung der Bundesregierung (Kabinett Erhard I) und der Westmächte zustande kam, war Ausgangspunkt einer neuen Deutschlandpolitik. Humanitären Erwägungen wurden damit ein gewisser Vorrang vor Statusfragen eingeräumt. Der damalige Pressechef und Brandt-Vertraute Egon Bahr brachte dies auf die Formel „Wandel durch Annäherung“.
Insgesamt machten zum Jahreswechsel 1963/1964 etwa 700.000 West-Berliner rund 1,2 Millionen Besuche in Ost-Berlin. Sie ertrugen lange Wartezeiten bei der Antragstellung.
Zu dieser Zeit gab es weder eine gegenseitige Anerkennung staatlicher Einrichtungen zwischen der Bundesrepublik Deutschland und der Deutschen Demokratischen Republik noch offizielle Kontakte zwischen Behörden West- und Ost-Berlins. Daher stand man vor dem Problem, mit welchem Personal die einzurichtenden Passierscheinstellen in West-Berlin besetzt werden sollten. Polizeiangehörige und vergleichbares Personal aus der DDR waren in West-Berlin wegen der Bedeutung solcher Schritte für den Berlin-Status nicht erwünscht. Als Lösung dieses Problems wurden scheinbare Mitarbeiter der DDR-Post eingesetzt. Es handelte sich um gegenüber dem Westen als Postbedienstete legendierte – also mit Postuniformen und Ausweisen versehene – Mitarbeiter des Ministeriums für Staatssicherheit. Mit dieser Lösung konnten beide Seiten das Gesicht wahren. Der Westen verhinderte amtliche Behördenvertreter aus dem Osten, der Osten konnte Staatsbedienstete zur Passierscheinerteilung einsetzen.
Bis 1966 folgten drei weitere Passierscheinabkommen mit der DDR:
- Das 2. Passierscheinabkommen am 24. September 1964, vom 30. Oktober bis 12. November 1964, über Weihnachten/Neujahr 1964/1965 sowie zu Ostern und zu Pfingsten 1965. In der ersten Besuchsperiode im Oktober/November werden rund 600.000, in der zweiten über Weihnachten/Neujahr 821.000, in allen vier insgesamt 2,4 Millionen Passierscheine ausgegeben. Ab November 1964 fordert die DDR erstmals einen Mindestumtausch für West-Berliner von 3 DM pro Tag.
- das 3. Passierscheinabkommen am 25. November 1965. In der Zeit vom 18. Dezember 1965 bis 2. Januar 1966 wurden etwa 820.000 Passierscheine ausgegeben; und
- das 4. Passierscheinabkommen am 7. März 1966 für Ostern und Pfingsten (7.–20. April 1966 und vom 23. Mai bis 5. Juni 1966)

Am 29. Juli 1966 scheiterten in Berlin die Verhandlungen über das 5. Passierscheinabkommen, da die DDR die neuerliche Aufnahme der sogenannten salvatorischen Klausel – beide Seiten stellen fest, dass keine Einigung über die Orts-, Behörden- und Amtsbezeichnungen erzielt werden konnte – verweigerte.
Im Dezember 1966 scheitern die Verhandlungen für ein Weihnachtsbesuchsabkommen, weil die DDR nun formelle Verhandlungen mit dem Senat forderte. Bis 1972 gab es keine Besuchsmöglichkeiten für West-Berliner in Ost-Berlin.
Die Passierscheinstelle blieb für dringende Familienangelegenheiten, also Härtefälle, erhalten. Keinen Passierschein brauchte man für Geschäftsreisen, Reisen zur Leipziger Messe sowie für Reisen auf Einladung amtlicher Stellen der DDR.

## Viermächte-Abkommen
Das Viermächte-Abkommen über Berlin von 1971 und der Verkehrsvertrag vom 17. Oktober 1972 ersetzten später die bisherige Regelung des Personenverkehrs. Nunmehr war es den Bewohnern von West-Berlin wieder möglich, nicht nur Verwandte, sondern auch Bekannte im Ostteil der Stadt und auch in der gesamten DDR nach Erteilung eines „Berechtigungsscheins zum Empfang eines Visums“ zu besuchen. Es waren damit auch rein touristische Einreisen möglich.

## Sonstiges
Im Jahr 2002 produzierte Deutschlandradio das dokumentarische Originalton-Hörspiel Apparat Herz, bei dem ausschließlich Archiv-Aufnahmen der täglichen „Sondersendungen zu Passierscheinfragen“ des RIAS während der ersten Phase im Winter 1963/1964 verwendet wurden – vor allem Telefonate von Bürgern mit dem federführenden Moderator Hanns-Peter Herz, sowie Joachim Jauer und Ruprecht Kurzrock über die Details der Verfahrensregeln und die Lage an den Grenzübergängen.